# Marie Chytilová
Marie Chytilová Muchová (3. října 1882 Plovdiv, Východní Rumelie – 1959) byla manželkou malíře Alfonse Muchy.

## Život
Byla dcerou budějovického advokáta JUDr. Františka Chytila. Narodila se 3. října 1882 v bulharském Plovdivu, kde byl její otec v letech 1880–1887 generálním advokátem při nejvyšším soudu. Po smrti otce se v roce 1892 přestěhovala do Chrudimi.
S Marií Chytilovou se Alfons Mucha oženil 10. června 1906. Nevěstě tehdy bylo 23 a ženichovi 46 let. Sňatek však přišel až po dlouhé známosti. Marie sama ovšem přiznala, že si Muchu vyhlédla už o čtyři roky dříve, roku 1902 v Národním divadle na slavnostním představení u příležitosti návštěvy Augusta Rodina, kam ho Mucha doprovázel. Na podzim roku 1903 ji Mucha přijal jako svou žačku ve svém pařížském ateliéru.
V letech 1906 až 1910 manželé pobývali ve Spojených státech, kde se Mucha snažil získat finanční podporu pro svůj projekt Slovanská epopej a kde se narodila i jejich dcera Jaroslava (1909–1986). Kromě ní se manželům narodil ještě syn Jiří (1915–1991).
Pohřbena byla na chrudimském hřbitově U kříže.